# Nancy Pelosi látogatása Tajvanba

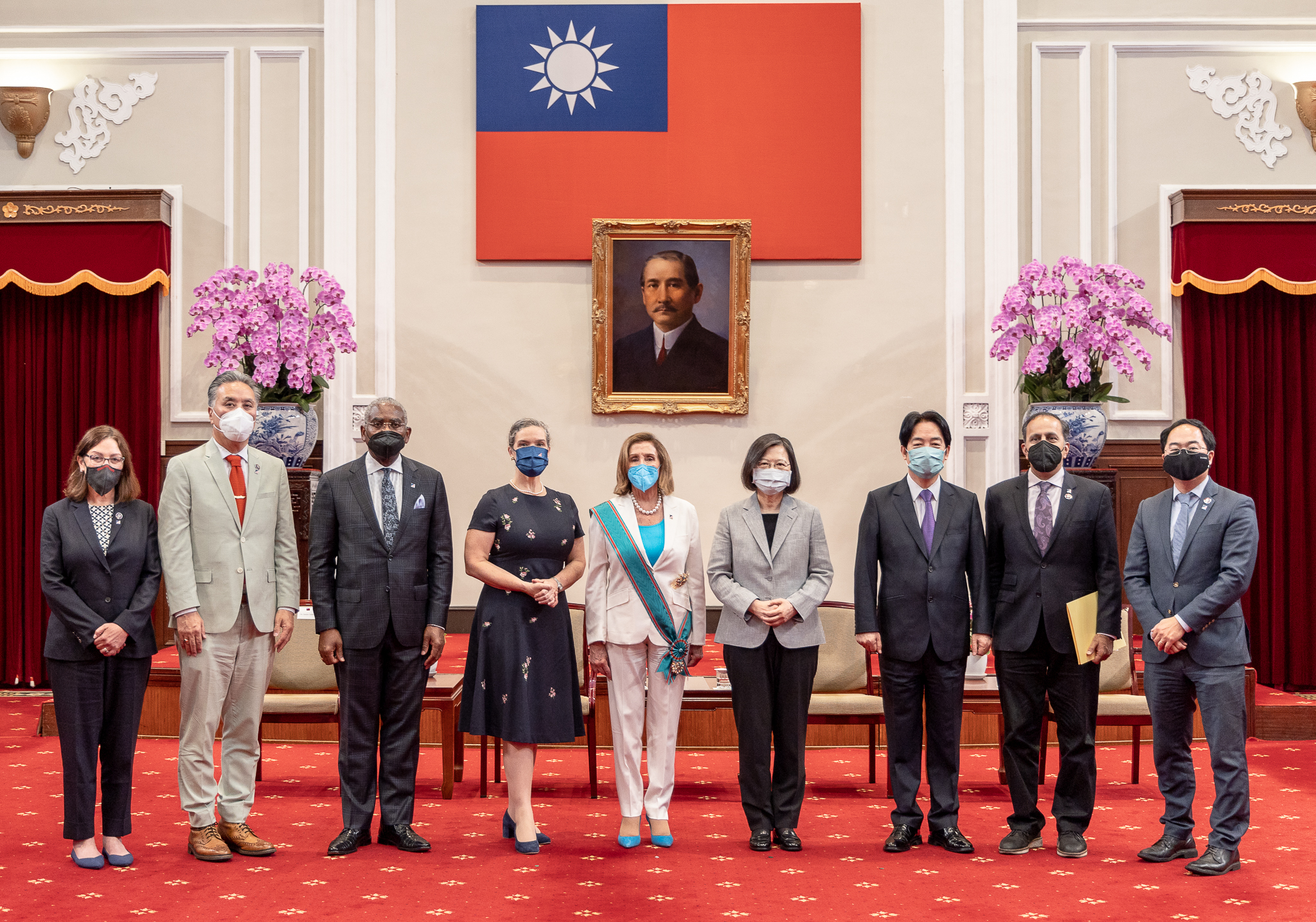
Nancy Pelosi (középen) és az amerikai delegáció, Caj Jing-ven elnökkel (jobbról negyedik), miután megkapta a Kegyes Felhők Rendje kitüntetést

Nancy Pelosi, az Amerikai Egyesült Államok Képviselőházának elnöke 2022. augusztus 2-án meglátogatta a Kínai Köztársaságot (Tajvant), ázsiai körtúrájának részeként, ahol megállói voltak Szingapúrban, Malajziában, Dél-Koreában és Japánban is. A Fehér Ház hivatalosan nem támogatta a látogatást.
Nem sokkal érkezését követően Pelosi azt nyilatkozta, hogy látogatása egyértelmű jele annak, hogy az Egyesült Államok „rendületlenül támogatja Tajvan életteljes demokráciáját.” Pelosit az ukrán zászló színeit viselve várták a helyiek. Meglátogatta az ország törvényhozó szerveit és találkozott az ország elnökével, Caj Jing-vennel.

## Háttér

Kína (zöld) és Tajvan (narancssárga) elhelyezkedése

Augusztus 2. reggelén még nem lehetett tudni, hogy Pelosi meg fogja-e látogatni a szigetországot. A Fehér Ház nemzetbiztonsági képviselője, John Kirby az előző nap estéjén azt nyilatkozta, hogy a Kínai Népköztársaság rakétatámadást intézhet Tajvan közelében vagy más fajta katonai erőbemutatót tarthat válaszként a látogatásra. Ettől függetlenül hozzátette, hogy az ország nem fél a kínai fenyegetésektől és nem fog visszaretteni miattuk.
Egy véleménycikkben a The Washington Post weboldalán, Pelosi a következőt írta augusztus 2-án: „Ezt az utazást egy olyan időszakban tesszük meg, mikor a világ szemben áll egy döntéssel, az autokrácia és a demokrácia között. Miközben Oroszország küzdi előre kitervezett, illegális háborúját Ukrajna ellen, megölve több ezer ártatlant — még gyerekeket is — létfontosságú, hogy Amerika és szövetségeseink tisztázzák, hogy nem adjuk meg magunkat az autokratáknak.”

## Látogatás

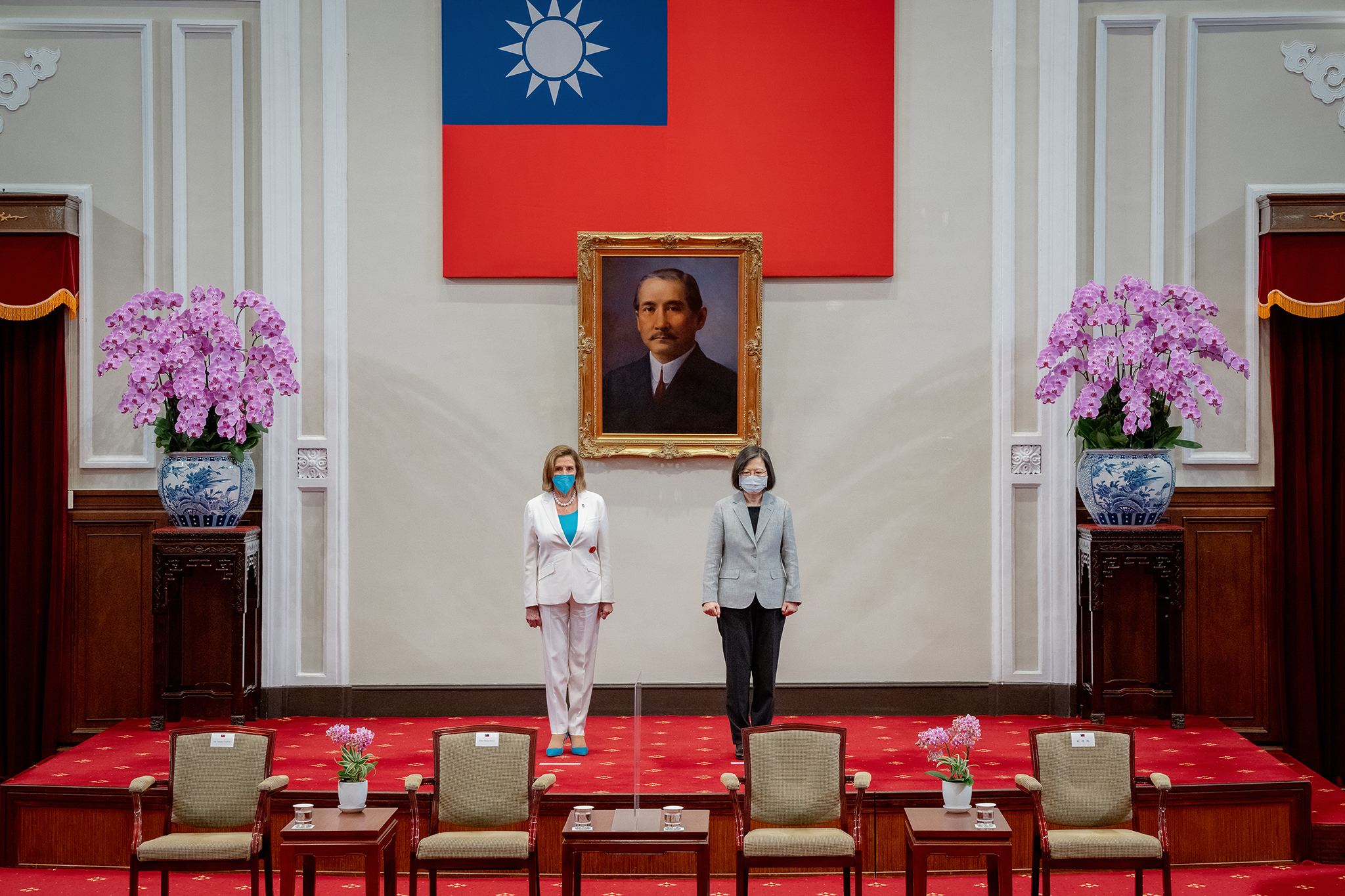
Pelosi (balra) és Caj Jing-ven elnök (jobbra)

Pelosi helyi idő szerint 22:43-kor érkezett meg Tajpejbe, augusztus 2-án, egy katonai járművel és Joseph Wu külügyminiszter fogadta. A fogadáson mind a Demokratikus Progresszív Párt kormánypárt, mind a Kuomintang ellenzéki párt részt vettek. Augusztus 3-án találkozott Caj Jing-ven elnökkel és kitüntették a Kegyes Felhők Rendje Első osztályú kitüntetésével az elnöki irodaépületben. Pelosi beszédet mondott az ország törvényhozása előtt is.
Egy, az utazás közben kiadott közleményben Pelosi kijelentette, hogy a látogatás „nem mond ellen az Egyesült Államok régóta működő politikájáról, amelyet az 1979-es Tajvani Kapcsolatok Törvény, a US-Kína Közös Közlemények és a Hat Biztosítás irányít. Az Egyesült Államok továbbra is ellenzi a próbálkozásokat a status quo egyoldalú megváltoztatásáért.” A Fehér Ház Stratégiai kommunikációs vezetője a Nemzetbiztonsági Tanácsban, John Kirby megismételte ezt a nézőpontot egy sajtótájékoztatón a látogatás idején: „A Házelnök látogatása teljes mértékben megegyezik az Egy Kína politikánkkal. Nagyon tisztán bemutattuk, hogy semmi se változott az Egy Kína politikával kapcsolatban, amelyet természetesen a Tajvani Kapcsolatok Törvény, a US-PRC Közlemények és a Hat Biztosítás irányít.”
Augusztus 3-án 18:00-kor hagyta el az országot Pelosi.

## Pelosi delegációja
Pelosi delegációjának a további képviselők voltak a tagjai:
- Gregory Meeks (D-NY)[18]
- Raja Krishnamoorthi (D-IL)[18]
- Suzan DelBene (D-WA)[18]
- Andy Kim (D-NJ)[18]
- Mark Takano (D-CA)[18]

## Fogadtatás

### Kínai Népköztársaság
A Kínai Népköztársaság (KN) nagyon kritikus volt a látogatással kapcsolatban, többször is jelezve, hogy egy magas rangú amerikai tisztviselő látogatását Tajvanba (KK) a népköztársaság területi integritásának, szuverenitásának és stratégiai érdekeinek megsértése lenne, mivel a KN Tajvant és az KK által tulajdonolt területeket sajátjának tekinti. A látogatás előtti héten egy Joe Biden, amerikai elnök és Hszi Csin-ping, kínai elnök között lefolytatott telefonbeszélgetésben a kínai kormány figyelmeztette az Egyesült Államokat, hogy „tűzzel játszanának,” ha Biden megengedi a házelnöknek, hogy meglátogassa Tajvant. Augusztus 2-án a kínai ENSZ-nagykövet, Csang Csun azt mondta, hogy egy ilyen látogatás provokatív lenne és aláásná a két ország kapcsolatát.
Tajvan Nemzetbiztonsági Minisztériumának jelentése szerint a Kínai Népi Felszabadító Hadsereg huszonegy vadászgépe repült át a tajvani légtéren a látogatás napján.
Pelosi érkezésére válaszként augusztus 2. estéjén a kínai hadsereg elkezdett katonai gyakorlatokat tartani a sziget északi, délnyugati és délkeleti partjaitól nem messze. Ezek között voltak tüzérségi gyakorlatok a Tajvani-szorosban és rakéta tesztek a szigettől keletre. Ezek mellett a Kínai Népköztársaság bejelentette, hogy augusztus 4. és 7. között további gyakorlatokat fognak végezni. Amerika pekingi nagykövetét, Nicholas Burns-t behívta a Kínai Külügyminisztérium.
A The New York Times jelentése szerint Kínában többen is voltak az ország közösségi média hálózatain, akik felháborodtak, hogy az ország katonai támogatással fenyegetett, de nem vitte véghez azokat.

### Hongkong
John Lee, Hongkong kormányfője ellenezte Pelosi látogatását. Azt mondta, hogy a házelnök ezzel aláásta Kína szuverenitását és területe fölötti hatalmát, nyíltan megtámadta Kína „Egy Kína” politikáját, komoly fenyegetést hozott a békére és a stabilitásra a Tajvani-szorosban és komolyan megsértette a nemzetközi kapcsolatok alapvető szabályait. Ezek mellett kijelentette, hogy Hongkong kormánya ellenez bármiféle közbelépést Kína belpolitikájában.

### Amerikai Egyesült Államok
Az Egyesült Államokban a republikánus szenátorok szokatlan támogatásukat fejezték ki Pelosi látogatása mellett. Mitch McConnell, a párt szenátusi kisebbségi vezetője és 25 további szenátor közösen jelezték támogatásukat és azt mondták, hogy az „megegyezik az Egyesült Államok Egy Kína politikájával.”

### Nemzetközi reakciók
Több ország vezetői is reagáltak a látogatásra. Anthony Albanese ausztrál miniszterelnök azt mondta, hogy „nem szeretnék semmi féle változást látni a status quo-ban.” Új-Zéland miniszterelnöke Jacinda Ardern kijelentette, hogy „a dialógus és a diplomácia az, amire szükségünk van ezekben a feszült időkben.” Az Európai Unió szóvivője pedig hangsúlyozta, hogy mennyire fontos az uniónak az Egy Kína politika és az, hogy „barátságos kapcsolatok és közeli közreműködés legyen Tajvannal.”